# Sebastian Gerold
Sebastian Gerold (* 7. Dezember 1976 in München) ist ein deutscher Schauspieler.

## Leben
Sebastian Gerold ist vor allem durch eine Vielzahl an Rollen in Fernsehserien wie beispielsweise, Die Chefin, Der Bergdoktor, Forsthaus Falkenau, Unser Charly, Die Rote Meile, Marienhof, Der Alte oder Der Fahnder bekannt geworden. Zudem wirkte Gerold auch in Kinoproduktionen wie Zeit der Schatten oder Fünf Freunde 2 mit. Gerold wirkte als Schauspieler vor der Kamera seit 1996 in bisher mehr als 60 Film-und-Fernsehproduktionen mit.
Seine Ausbildung erhielt er von 2005 bis 2007 am Neighborhood Playhouse in New York. Nach seiner Rückkehr nach Deutschland arbeitete er zunächst als Assistent für die kanadische Schauspiellehrerin Jacqueline McClintock. Seit 2008 unterrichtet er auch die Meisner-Technik und hat Lehraufträge an mehreren (Hoch-)Schulen, darunter an der HFF, der Schauspielschule Amsterdam und der Schauspielschule Zerboni.
Gerold lebt in München. Er spricht neben seiner Muttersprache Deutsch auch Englisch und Französisch.

## Filmografie
- 1996: Zeit der Schatten
- 1996: Traum vom Glück
- 1996: Helden haben es schwer
- 1997: Anna Maria – Eine Frau geht ihren Weg (Fernsehserie, 1 Folge)
- 1997: Sophie – Schlauer als die Polizei (Fernsehserie, 1 Folge)
- 1997: Der Bergdoktor (Fernsehserie, 2 Folgen)
- 1998: Forsthaus Falkenau (Fernsehserie, 1 Folge)
- 1999: Unser Charly (Fernsehserie, 1 Folge)
- 1999: Papa, ich hol’ dich raus
- 1999: Sylvia – Eine Klasse für sich (Fernsehserie, 2 Folgen)
- 1999–2000: Marienhof (Fernsehserie, 194 Folgen)
- 2000: Die Rote Meile (Fernsehserie, 1 Folge)
- 2001: Samt und Seide (Fernsehserie, 1 Folge)
- 2003–2005: fabrixx (Fernsehserie, 67 Folgen)
- 2005: Der Fahnder (Fernsehserie, 1 Folge)
- 2007–2022: Der Alte (Fernsehserie, 3 Folgen, verschiedene Rollen)
- 2008–2023: Die Rosenheim-Cops (Fernsehserie, 3 Folgen, verschiedene Rollen)
- 2008–2018: SOKO München (Fernsehserie, 4 Folgen, verschiedene Rollen)
- 2008: Abaron
- 2009: Freiheit stirbt mit Sicherheit
- 2009: Wie weit (Kurzfilm)
- 2011: SOKO Köln (Fernsehserie, 1 Folge)
- 2011: Boys
- 2011–2012, 2018: Dahoam is Dahoam (Fernsehserie, 132 Folgen)
- 2012: Der Dicke (Fernsehserie, 1 Folge)
- 2012: Add a Friend (Fernsehserie, 2 Folgen)
- 2012–2019: Hubert ohne Staller (Fernsehserie, 2 Folgen, verschiedene Rollen)
- 2013: Weißblaue Geschichten (Fernsehserie, 1 Folge)
- 2013: Die Chefin (Fernsehserie, 1 Folge)
- 2013: Familie Dr. Kleist (Fernsehserie, 1 Folge)
- 2013: Tatort: Spiel auf Zeit (Fernsehreihe)
- 2013: Fünf Freunde 2
- 2014: Ein todsicherer Plan
- 2014–2021: Der Bergdoktor (Fernsehserie, 2 Folgen, verschiedene Rollen)
- 2014: Tatort: Das verkaufte Lächeln
- 2015: Um Himmels Willen (Fernsehserie, 1 Folge)
- 2015: Die blauen Stunden
- 2015: Trash Detective
- 2016: Auf Augenhöhe
- 2016–2020: Lindenstraße (Fernsehserie)
- 2017: Dieses bescheuerte Herz
- 2017: Kommissarin Lucas – Familiengeheimnis (Fernsehreihe)
- 2018: Der Prag-Krimi: Der kalte Tod (Fernsehreihe)
- 2018: Tatort: Vom Himmel hoch
- 2019: Zimmer mit Stall: Tierisch gute Ferien (Fernsehreihe)
- 2019: Bella Germania (TV-Mehrteiler)
- 2019: München Mord: Die Unterirdischen (Fernsehreihe)
- 2019–2023: Watzmann ermittelt (Fernsehserie, 2 Folgen, verschiedene Rollen)
- seit 2019: Frühling (Fernsehreihe)
- 2020: Der Beischläfer (Miniserie)
- 2020: München Mord: Ausnahmezustand
- 2021: SOKO Stuttgart (Fernsehserie, 1 Folge)
- 2021: Kanzlei Berger (Fernsehserie, 1 Folge)
- 2021: Beckenrand Sheriff
- 2022: Morden im Norden (Fernsehserie, 1 Folge)
- 2022: Bis es mich gibt
- 2022: Strafe (Miniserie)
- 2022: Friedliche Weihnachten (Miniserie)
- 2023: 37 Sekunden (Miniserie)
- 2023: Der Bozen-Krimi: Weichende Erben (Fernsehreihe)
- 2023: Laim und die schlafenden Hunde